# Ein starkes Team: Gnadenlos
Gnadenlos ist ein deutscher Fernsehfilm von Peter Fratzscher aus dem Jahr 2011. Es handelt sich um die 50. Folge der Krimiserie Ein starkes Team mit Maja Maranow und Florian Martens in den Hauptrollen.

## Handlung
Uwe Reinhold wird am Eingang zum Berliner Zoo erschossen aufgefunden. Er arbeitete als verdeckter Ermittler und hatte einen Mädchenhändlerring im Visier. Die Polizei findet in seiner Garage ein Mädchen, das er dort vor seinen Peinigern versteckt hatte. Sofia Voronin stammt aus der Republik Moldau und sollte Reinhold wichtige Hinweise zu den Hintermännern liefern, von denen ihr gar nicht bewusst ist, dass sie diese besitzt.
Kriminalhauptkommissarin Verena Berthold und Kollege Otto Garber gelingt es anhand von Überwachungsaufnahmen am Zooeingang, eine Spur zu dem Berufskriminellen Lars Romberg aufzunehmen. Dieser wird daraufhin mit Hochdruck gesucht und zur Fahndung ausgeschrieben. Parallel führt eine Spur zur Spedition Eisbach, bei der Reinhold gearbeitet hatte, um den Transportweg der Mädchen aus dem Ausland nach Deutschland auszuspionieren. Als Otto Garber sich dort umhören will, bemerkt er, dass er beobachtet wird. Noch am selben Abend erfolgt ein Bombenanschlag auf ihn, bei dem seine Tochter Anna stirbt, die gerade ihren Vater besucht und seinen Wagen benutzen wollte. Garber macht den Speditionschef Wolfgang Renner, dem mittlerweile der Mädchenhandel nachgewiesen werden kann, für den Tod seiner Tochter verantwortlich. Als Renner tot aufgefunden wird, verdächtigt Stefan Zacharias vom BKA Garber, den Mann aus Rache erschlagen zu haben.
So setzen Garbers Kollegen alles daran, seine Unschuld zu beweisen. Dabei werden sie allerdings von den Kollegen des BKA behindert. Die haben inzwischen herausgefunden, dass Renner nicht der Kopf der Bande war und dass es sehr wahrscheinlich einen Maulwurf beim BKA gibt. Unter Verdacht gerät Stefan Zacharias, doch stellt sich heraus, dass nicht er, sondern seine moldauische Freundin die Drahtzieherin ist. Durch Zacharias erhielt sie stets Informationen, die für sie nützlich waren. Uwe Reinhold war dahintergekommen und daher ließ ihn Isabel Lagrette von ihrem Handlanger Lars Romberg aus dem Weg räumen, so wie unter anderem auch den Spediteur Renner, damit dieser nichts verraten konnte. Auch der Anschlag auf Otto Garber, dem seine Tochter zum Opfer fiel, war von Lagrette eingefädelt worden. Isabel Lagrette und Lars Romberg können am Ende festgenommen werden.

## Hintergrund
Gnadenlos ist die 50. Folge der Krimiserie. Sie wurde unter dem Arbeitstitel Im Netz der Spinne in Berlin gedreht und am 15. Oktober 2011 um 20:15 Uhr im ZDF erstausgestrahlt. Für die Filmmusik wurde der Titel Could it be magic von Take That verwendet.
Sputnik, dessen Rolle als Geschäftsmann in der Serie als ein Running Gag angelegt ist, arbeitet in dieser Folge als Facilitymanager.

## Rezeption

### Einschaltquoten
Die Erstausstrahlung von Gnadenlos am 15. Oktober 2011 im ZDF verfolgten 5,53 Millionen Zuschauer, dies entsprach einem Marktanteil von 19,1 Prozent.

### Kritiken
Rainer Tittelbach von Tittelbach.tv schrieb: „‚Gnadenlos‘ ist der 50. Film dieser grundsoliden ZDF-Krimireihe [Ein starkes Team]– und nicht der schlechteste. Eine handlungsintensive Story erlaubt dem Zuschauer kaum eine Verschnaufpause. Stark besetzter Whodunit-Krimi mit vielen Wendungen, durchgängig hohem Spannungspegel und einem Hit von Take That.“
Die Kritiker der Fernsehzeitschrift TV Spielfilm vergeben die beste Wertung (Daumen nach oben) und meinen: „Der Jubiläumsfall ist solide konstruiert, gewinnt zunehmend an Spannung und entwickelt sich für Otto äußerst tragisch.“ Fazit: „Nicht gnadenlos stark, aber gute Krimi-Ware.“
Tilmann P. Gangloff schrieb für Kino.de: „Die Filme mit dem ‚Starken Team‘ aus Berlin galten lange Zeit als Krimikomödien, aber das waren sie nie. Natürlich haben die komischen Elemente dazu beigetragen, den Reihentitel zum Markenzeichen zu machen; aber in erster Linie sind die Geschichten Krimis, die auch ohne die trockenen Sprüche Otto Garbers funktionieren würden. […] Inszeniert hat den Film Krimi-Experte Peter Fratzscher, der in den ersten dreißig Minuten für die gewohnt kurzweilige Mischung sorgt, bis sich das Vorzeichen komplett wandelt.“